# An Minh (huyện)
An Minh là một huyện cũ từng thuộc tỉnh Kiên Giang, Việt Nam.

## Địa lý
Huyện An Minh nằm ở phía nam của tỉnh Kiên Giang, có vị trí địa lý:
- Phía đông giáp huyện U Minh Thượng
- Phía tây giáp Vịnh Thái Lan
- Phía nam giáp huyện U Minh và huyện Thới Bình thuộc tỉnh Cà Mau
- Phía bắc giáp huyện An Biên.

Huyện An Minh có diện tích 590,48 km², dân số năm 2020 là 116.217 người, mặt độ dân số đạt 197 người/km².

## Hành chính
Huyện An Minh có 11 đơn vị hành chính cấp xã trực thuộc, bao gồm thị trấn Thứ Mười Một (huyện lỵ) và 10 xã: Đông Hòa, Đông Hưng, Đông Hưng A, Đông Hưng B, Đông Thạnh, Tân Thạnh, Thuận Hòa, Vân Khánh, Vân Khánh Đông, Vân Khánh Tây.
Bản đồ hành chính huyện An Minh, tỉnh Kiên Giang
| Đơn vị hành chính cấp xã  | Thị trấn Thứ Mười Một | Xã Đông Hòa | Xã Đông Hưng | Xã Đông Hưng A | Xã Đông Hưng B | Xã Đông Thạnh | Xã Tân Thạnh | Xã Thuận Hòa | Xã Vân Khánh | Xã Vân Khánh Đông | Xã Vân Khánh Tây |
| ------------------------- | --------------------- | ----------- | ------------ | -------------- | -------------- | ------------- | ------------ | ------------ | ------------ | ----------------- | ---------------- |
| Diện tích (km²)           | 12,1                  | 98,36       | 55,04        | 36,16          | 74,39          | 54,29         | 41,39        | 82,46        | 48,39        | 45,4              | 42,45            |
| Dân số (người)            | 6.770                 | 20.747      | 10.007       | 7.646          | 9.861          | 10.736        | 10.644       | 14.581       | 10.772       | 8.489             | 5.964            |
| Mật độ dân số (người/km²) | 560                   | 211         | 182          | 211            | 133            | 198           | 257          | 177          | 233          | 187               | 141              |
| Số đơn vị hành chính      | 4 khu phố             | 11 ấp       | 7 ấp         | 8 ấp           | 7 ấp           | 8 ấp          | 6 ấp         | 8 ấp         | 6 ấp         | 6 ấp              | 5 ấp             |

## Lịch sử
Ngày 13 tháng 1 năm 1986, Hội đồng Bộ trưởng ban hành Quyết định 07-HĐBT về việc thành lập huyện An Minh trên cơ sở tách 12 xã: Thuận Hòa, Nam Hòa, Đông Hòa, Tân Hòa, Tân Thạnh, Đông Thạnh, Ngọc Hưng, Đông Hưng, Tân Hưng, Vân Khánh, Vân Khánh Đông và Khánh Vân với diện tích tự nhiên 55.824 ha và 77.302 người của huyện An Biên.
Ngày 24 tháng 5 năm 1988, Hội đồng Bộ trưởng ban hành Quyết định 92-HĐBT về việc:
- Giải thể các xã Tân Hòa, Nam Hòa, Tân Thạnh, Khánh Vân và Tân Hưng để thành lập xã An Minh Tây và thị trấn Thứ Mười Một
- Thành lập xã An Minh Bắc thuộc huyện An Biên và chuyển xã này về huyện An Minh quản lý.

Ngày 31 tháng 5 năm 1991, Ban Tổ chức Chính phủ ban hành Quyết định số 288-TCCP về việc:
- Sáp nhập xã Ngọc Hưng và một phần xã An Minh Tây vào xã Đông Hưng
- Sáp nhập phần còn lại của xã An Minh Tây nhập vào xã Đông Thạnh.

Huyện An Minh lúc này gồm có thị trấn Thứ Mười Một và 6 xã: An Minh Bắc, Đông Hòa, Đông Hưng, Đông Thạnh, Thuận Hòa, Vân Khánh.
Ngày 18 tháng 3 năm 1997, Chính phủ ban hành Nghị định 23-CP về việc:
- Thành lập xã Đông Hưng A trên cơ sở 3.364 ha diện tích tự nhiên và 7.091 người của xã Đông Hưng
- Thành lập xã Đông Hưng B trên cơ sở 8.311,99 ha diện tích tự nhiên và 10.150 người của xã Đông Hưng.

Ngày 14 tháng 11 năm 2001, Chính phủ ban hành Nghị định số 84/2001/NĐ-CP về việc:
- Thành lập xã Vân Khánh Đông trên cơ sở 4.001 ha diện tích tự nhiên và 7.169 người xã Vân Khánh
- Thành lập xã Vân Khánh Tây trên cơ sở 4.641 ha diện tích tự nhiên và 6.339 người của xã Vân Khánh.

Cuối năm 2004, huyện An Minh có 11 đơn vị hành chính, bao gồm thị trấn Thứ Mười Một và 10 xã: Thuận Hòa, Đông Thạnh, Đông Hưng A, Vân Khánh Đông, Vân Khánh, Vân Khánh Tây, Đông Hòa, Đông Hưng, Đông Hưng B, An Minh Bắc.
Ngày 26 tháng 7 năm 2005, Chính phủ ban hành Nghị định số 97/2005/NĐ-CP về việc thành lập xã Tân Thạnh trên cơ sở 3.956 ha diện tích tự nhiên và 10.939 người của xã Đông Thạnh.
Năm 2006, Khu dự trữ sinh quyển ven biển và biển đảo Kiên Giang bao gồm cả huyện này được UNESCO công nhận là khu dự trữ sinh quyển thế giới.
Ngày 6 tháng 4 năm 2007, Chính phủ ban hành Nghị định 58/2007/NĐ-CP về việc thành lập huyện U Minh Thượng trên cơ sở điều chỉnh 13.376,67 ha diện tích tự nhiên và 10.877 nhân khẩu (gồm toàn bộ diện tích tự nhiên và nhân khẩu của xã An Minh Bắc) của huyện An Minh.
Sau khi điều chỉnh, huyện An Minh còn lại 59.055,71 ha diện tích tự nhiên và 120.193 nhân khẩu, có 11 đơn vị hành chính trực thuộc, gồm các xã: Đông Thạnh, Tân Thạnh, Thuận Hoà, Vân Khánh Đông, Vân Khánh Tây, Vân Khánh, Đông Hưng, Đông Hưng A, Đông Hưng B, Đông Hoà và thị trấn Thứ Mười Một.